# Divadlo U stolu
Divadlo U stolu bylo brněnské divadlo, které se nacházelo na Zelném trhu 9. S Divadlem Husa na provázku sdílelo budovu paláce Hausperských z Fanalu. Divadlo U stolu začalo působit na přelomu let 1988/1989 z iniciativy herce, dramaturga a režiséra Františka Derflera, který byl rovněž uměleckým šéfem. Po celou dobu své existence bylo Divadlo U stolu jednou ze scén Centra experimentálního divadla (CED) společně s Divadlem Husa na provázku, s HaDivadlem a s Projektem CED.

## Historie
Divadlo U stolu zahájilo své působení scénickým čtením, téměř současně začalo vytvářet jevištní skladby, které byly doplněny o živou hudbu nebo tanec. Inscenační tvorba se dále rozmanitě rozrůstala, avšak divadlo si neustále zachovávalo své charakteristické rysy a hodnoty - závažná témata, jednoduché výtvarné zpracování a kvalitní herecké výkony.
První úvahy o založení Divadla U stolu se objevily v osmdesátých letech, kdy František Derfler pořádal u sebe doma bytové přednášky a diskuze na různá témata, mezi nimiž nechybělo ani divadlo. Právě z této aktivity vzniklo na přelomu let 1988/1989 Divadlo U stolu jako nezávislá iniciativa, která měla za cíl vystupovat proti potlačování československé kultury. U zrodu divadla byli například filozof Josef Šafařík, spisovatelé Antonín Přidal a Milan Uhde, herci Jan Vlasák a František Derfler. Divadlo U stolu započalo své působení jako skupina nezávislých umělců různých oborů, z nichž většina z nich nesměla oficiálně působit. Dramaturgie tohoto bytového divadla se zpočátku soustředila především na křesťanské a spirituální texty, které se zabývaly existencionálními otázkami lidského života. Zprvu se divadlo zaměřilo na české autory jako byl Václav Havel (Pět dopisů Olze) nebo Josef Šafařík (Průkaz totožnosti). Později se objevili antičtí autoři (Král Oidipus) a klasici ruské literatury, jejichž díla byla také zdramatizována (Sen směšného člověka, Smrt Ivana Iljiče, Láhev je prázdná, zůstalo jen trošínku na dně, Legenda o Velkém inkvizitorovi). Divadlo ovšem inscenovalo i české autory jako například Jakuba Demla (Zapomenuté světlo) či Jaroslava Durycha (Boží duha).
Komorní podmínky odrážel i intimní název divadla, který byl zcela doslovný. Tvůrčí proces se často odehrával u stolu obklopeného umělci.
Kolem roku 2019 ukončilo divadlo svou činnost.

## Poetika a repertoár divadla
Divadlo usilovalo o jednoduché, prosté, chudé divadlo komorního tvaru, které je zároveň významově bohaté; herci a diváci byli v intimním propojení. Cesta k osobnímu pojednání básní a jiných textů nesměřovalo pouze k čistému činohernímu tvaru, ale obsahovalo i pokusy o rozmanité jevištní předvedení, jako například o kombinaci slova a tance, či slov a hudby nebo zpěvu a tance či dramatu poskládanému pouze z poezie.
Divadlo uvádělo nejen klasická dramata (např. Macbeth, Král Oidipus, Slečna Julie, Audience), ale také dramatizace a adaptace literárních děl (např. Příliš hlučná samota, Nastasja Filippovna, Legenda o Velkém inkvizitorovi).Uváděly se též básnické kompozice (např. Máj, V tomto světle se zatmívám, Zdi) či scénická čtení (např. Pět dopisů Olze, Magor, Průkaz totožnosti).
Dramaturgickými náměty se často stávaly prózy, básně, písně, výtvarné náměty, vyprávění či soukromé dopisy. Tyto útvary se většinou zaobíraly existenciálními filozofickými otázkami či politickou situací. Všechny inscenace charakterizovalo jednoduché prostorové řešení a úcta ke slovu.
Sklepní prostor byl u takového komorního přístupu výhodou a posiloval vztah sdělujících a přijímajících. Umělci zpracovávali kvalitní básnické texty (Teď na krk oprátku ti věší, Máj), které vyvolávaly hloubavé otázky, budily polemiky a nenásilně provokovaly (Král umírá, Audience).
V Divadle U stolu bylo možno sledovat provázanost mezi režií a scénografií. Scénografové divadla dokázali vytvořit propracovanou scénografii, avšak vystačili si pouze s minimalistickými prostředky. Povětšinou prázdný či jednoduše řešený scénický prostor tak pomáhal hercům nasměrovat diváckou pozornost na slova a emoce.
Mezi nejvýznamnější inscenace Divadla U stolu se řadí například Shakespearův Macbeth, Máchův Máj, nebo Legenda o Velkém inkvizitorovi na motivy Dostojevského Bratrů Karamazových.

### Macbeth
František Derfler ve své úpravě Macbetha zúžil škálu postav na pouhých dvanáct, čímž celý děj tragédie zjednodušil. Stěžejním bodem inscenace se stala vražda krále Duncana. Hlavní dějovou linku tvořil vztah Macbetha (Viktor Skála) a Lady Macbeth (Helena Dvořáková). V inscenaci byl kladen důraz především na smyslnost a sexualitu ženských postav (Lady Macbeth, Čarodějnice) a na Macbethovu vnitřní vinu, trest a boje o moc. Důrazu na vinu a trest způsobil, že Macbeth v Divadle U stolu evokoval hrdiny Dostojevského románů.

### Máj
Inscenace Máj spojovala slovo, živou hudbu a tanec. František Derfler podtrhl existenciální motivy. Původní znění Máchovy básně bylo mírně upraveno a zkráceno, vztah Jarmily (Erika Stárková) a Viléma (Jiří M. Valůšek) inscenátoři upozadili. Vypravěč (František Derfler) ukotvil svůj projev v přednesu, zatímco ostatní postavy děj vyjadřovali pomocí tance a pohybu. Derflerovi byla inspirací inscenace Máje v režii Evy Tálské.

### Legenda o Velkém inkvizitorovi
Inscenace vyšla z adaptace Dostojevského románu Bratři Karamazovi, konkrétně z kapitol – Bratři se seznamují, Vzpoura a Velký inkvizitor. Rozhovor spolu vedli Ivan (Viktor Skála) s Ajlošou (Jiří M. Valůšek / Lukáš Vlček) a zaměřili se na smysl stvoření, svobodnou lidskou vůli a na ospravedlnění Boha za přítomnost zla ve světě. Inscenace se vrátila k rané tvorbě Divadla U stolu, jelikož nevyužívala žádné scénografie a soustředila se především na herecký výkon, emoce a slovo.

## Osobnosti
Divadlo nemělo stálý herecký soubor, všichni umělci působili jako externisté. Většina z nich paralelně působila v Divadle Husa na provázku, Národním divadle Brno či Hadivadle. Osobnosti, které byly s Divadlem U stolu úzce spjaty díky časté spolupráci, jsou například Ivo Krobot (režisér, pedagog JAMU), Zdeněk Kluka (hudebník, skladatel), Ondřej Elbel (režisér) nebo Hana Halberstadt (choreografka, pedagožka JAMU).

## Přehled inscenací[3][6]
- Josef Šafařík – Průkaz totožnosti, premiéra: 1989, připravil: František Derfler
- Václav Havel – Pět dopisů Olze, premiéra: 1990, připravil a účinkuje: František Derfler
- A slovo se stalo tělem a přebývalo mezi námi (Scénické čtení z Nového zákona), premiéra: 1997, připravil a účinkuje: František Derfler
- Paulo Coelho – Alchymista, premiéra: 1999, scénář a režie: František Derfler
- Jan Čep – Poutník na zemi, premiéra: 2000, připravil: František Derfler
- I řekl Bůh (Koncert pro vypravěče a bicí nástroje z příběhů Starého zákona), premiéra: 2000, scénář a režie: František Derfler
- Fjodor Michajlovič Dostojevskij – Sen směšného člověka, premiéra: 2001, úprava a režie: František Derfler
- V tomto se světle zatmívám, premiéra: 2001, jevištní kompozice a režie: Milivoj Husák a František Derfler
- Jaroslav Durych – Boží duha, premiéra: 2001, scénář a režie: František Derfler
- Lev Nikolajevič Tolstoj – Smrt Ivana Iljiče, premiéra: 2002, scénář a režie: František Derfler
- Sofoklés – Král Oidipus, premiéra: 2002, úprava, výběr hudby a režie: František Derfler
- Julius Zeyer – Dům U tonoucí hvězdy, premiéra: 2003, jevištní adaptace, režie a výběr hudby: František Derfler
- Czeslaw Milosz – Zamlčené oblasti, premiéra: 2003, scénář, režie a výběr hudby: František Derfler
- Pedro Calderón de la Barca – Život je sen, premiéra: 2003, úprava a režie: František Derfler
- Mrtvá kočka, premiéra: 2004, režie: Milivoj Husák a František Derfler
- Christopher Marlowe – Tragická historie o doktoru Faustovi, premiéra: 2005, úprava, režie a výběr hudby: František Derfler
- Vladimír Holan, Jan Zahradníček – Zdi, premiéra: 2005, režie: František Derfler
- Anton Pavlovič Čechov – Láhev je prázdná, zůstalo jen trošínku na dně (Labutí píseň), premiéra: 2005, úprava, režie a výběr hudby: František Derfler
- Isaac Bashevis Singer – Tajbele a její démon, premiéra: 23 a 24. února 2006, překlad, dramatizace a režie: Antonín Přidal
- Karel Hynek Mácha – Máj, premiéra: 15. a 17. května 2006, úprava a režie: František Derfler
- William Shakespeare – Macbeth, premiéra: 2006, inscenační úprava, režie a výběr hudby: František Derfler
- Leonid Andrejev – Třetí trest, premiéry: 9. a 10. března 2007, scénář, režie a výběr hudby: František Derfler
- Karel Jaromír Erben – V poli mnoho bylin stojí (Kytice), premiéry: 6. a 7. června 2007, režijní spolupráce, připravila a účinkuje: Jana Franková
- Elie Wiesel – Šamhorodský proces (Soud nad Bohem), premiéry: 15. a 16. května 2008, režie a výběr hudby: František Derfler
- Hrad smrti (Snová próza Jakuba Demla), premiéry: 21. a 22. října 2008, jevištní adaptace: Jakub Maceček, Mário Buzzi
- Fjodor Michajlovič Dostojevskij – Legenda o Velkém inkvizitorovi (Bratři Karamazovi), premiéra: 13. a 14. května 2009, jevištní adaptace, režie a výběr hudby: František Derfler
- Aischylos – Oresteia I (Agamemnón), premiéry: 10. a 15. listopadu 2009 , úprava a režie: František Derfler
- Bohumil Hrabal – Příliš hlučná samota, premiéry: 24. a 26. března 2010, režie: Ivo Krobot
- Ingmar Bergman – Po zkoušce, premiéry: 5. a 6. prosince 2010, režie: Ondřej Elbel
- Fjodor Michajlovič Dostojevskij – Něžná, 1. a 2. premiéra: 18. a 19. dubna 2011, scénář a režie: Ivo Krobot
- Francois Villon – Teď na krk oprátku ti věší, premiéra: 2. a 3. prosince 2011, režie: František Derfler
- Fjodor Michajlovič Dostojevskij, Andrzej Wajda – Nastasja Filippovna (O lásce – soucitu a lásce – vášni), 1. a 2. premiéra: 1. a 2. prosince 2012, úprava, režie a výběr hudby: František Derfler
- Eugéne Ionesco – Král umírá, premiéra: 19. května 2013, režie a výběr hudby: František Derfler
- Ivan Martin Jirous, Františka Jirousová – Magor, premiéra: 23.a 24. února 2013, režie, scénář: Ivo Krobot
- Jan Zahradníček – Ježíškova košilka, premiéra: 27. listopadu 2013, režie: Zoja Mikotová
- Anton Pavlovič Čechov – Námluvy, Medvěd, premiéra: 22. listopadu 2014, režie: Ondřej Elbel
- Václav Havel – Samuel Beckett – Audience – Katastrofa, premiéra: 7. března 2015, režie: Ivo Krobot
- Ladislav Klíma – I obešel já polí pět (Edgar Allan Poe), premiéra: 4. června 2015, režie: František Derfler
- August Strindberg – Slečna Julie, premiéra: 9. dubna 2016, režie: Ivo Krobot
- JÓB, premiéra: 2016, inscenační úprava a režie: František Derfler
- Harold Pinter – Návrat domů, premiéra: 11. května 2017, režie: Lukáš Kopecký